# Ячевский, Дмитрий Кириллович
Дми́трий Кири́ллович Яче́вский (род. 3 июля 1962, Москва) — советский и российский актёр театра и кино, озвучивания фильмов. Народный артист Российской Федерации (2007).

## Биография
Дмитрий Ячевский родился 3 июля 1962 года в Москве. 
В 1985 году окончил ГИТИС им. А. В. Луначарского. Снимается в кино с того же времени.
В 1997 году был удостоен звания заслуженного артиста Российской Федерации.
В настоящее время является актёром Московского драматического театра «Сфера».
Кроме того, занимается дублированием зарубежных фильмов и озвучиванием российских и иностранных мультфильмов.
С 2007 года является народным артистом Российской Федерации.
Жена — актриса Анжелика Вольская.

## Творчество

### Театральные работы
- «Чайка» — Тригорин А. Чехов
- «Гондла» — Гондла[3] Н. Гумилёв
- «Доктор Живаго» — Живаго Б. Пастернак
- К. Хиггинс, Ж.-К. Карьер «Гарольд и Мод» (Гарольд),
- «Не любовь, а судьба…»
- «Заповедник» — Алиханов С. Довлатов
- «Красавец-мужчина» — Окаёмов А. Островский
- «Лолита» — Куилти В. Набоков
- «Эрик XIV» — Юлленшерна, Карл А. Стриндберг
- «Скандальное происшествие…» — Джордж Кэттл Дж. Б. Пристли
- «Весенняя сказка» — Берендей А. Островский
- «Театральный роман» — Рудольфи М. Булгаков
- «Подлинная жизнь Себастьяна Найта» — Себастьян Найт В. Набоков
- «Кандида» — Морелл Б. Шоу
- «Доходное место» — Вышневский А. Островский
- «Человек из СССР» — Кузнецов В. Набоков
- «Цилиндр» — Аттилио Э. де Филиппо
- «Пенелопа на все времена» — профессор Голайтли С. Моэм
- «Дачники» — Шалимов Яков Петрович, литератор пьеса М. Горького

### Роли в кино
1. 1992 — «Овен» —
2. 1995 — «Ералаш» (выпуск № 112, сюжет «Сидоров - козёл!»)[4] — иностранец
3. 2001 — «Сыщик с плохим характером» —
4. 2002 — «Поздний ужин с…» —
5. 2002 — «Две судьбы» —
6. 2003 — «Сыщик без лицензии» — Виталий Бозин
7. 2003 — Северный сфинкс — фельдъегерь
8. 2003 — «Тайный знак 2. Возвращение хозяина» — Сергей Викторович Буров, капитан милиции
9. 2004 — «Тайный знак 3. Формула счастья» — Сергей Викторович Буров, майор милиции
10. 2004 — «Москва» (короткометражный)
11. 2006 — Ералаш (выпуск № 202, сюжет «Пустяки»)[5] — Цезарь
12. 2006 — «Внимание, говорит Москва!» — Бродкин, капитан
13. 2006 — «Русский перевод» — Бережной, подполковник, дежурный по Аппарату
14. 2006 — «Вызов» (фильм № 1 «И раб, и царь») — Виктор Николаевич Николаев, заместитель мэра
15. 2006 — «Кадетство 1» — Володин, капитан
16. 2006—2009 — «Любовь как любовь»
17. 2007 — «Сеть» — врач матери «Тропы»
18. 2007 — «Марш Турецкого 4. Возвращение Турецкого» (фильм № 4«Клюква») — Глеб Шумилов, давний знакомый Турецкого
19. 2007 — «Право на счастье» — эпизод
20. 2007 — «Если у Вас нету тёти…» (Украина) — Сергей Петрович, режиссёр
21. 2007 — «Закон и порядок: Отдел оперативных расследований» (1-й сезон; фильм № 10 «Соломоново решение») — эпизод
22. 2007 — «Закон и порядок: Преступный умысел» (1-й сезон; фильм № 8 «Волчье логово») — эпизод
23. 2007 — «Слуга государев» — шведский генерал
24. 2008 — «След» (серия № 273 «Что скрывает ложь») — Марк Анатольевич Савинков
25. 2008 — «Взрослые игры» — адвокат
26. 2008 — «Дар Божий» —сын Юрия Натановича
27. 2008 — «Десантный батя» — Румянцев, полковник
28. 2008 — «Одна ночь любви» — эпизод
29. 2008 — «Воротилы. Быть вместе» — Матвей Иванович Селянин
30. 2008 — «Короли игры» — Виктор Цегельницкий, архитектор, отец Пети
31. 2008—2009 — «Рыжая» — Михаил Окунев, бывший возлюбленный Евгении Лапиной, вдовец Анны Окуневой, отец Алёны и Таисии Окуневых, отчим и тесть Бориса Окунева, врач-окулист, хирург, директор офтальмологической клиники Москвы
32. 2008—2010 — «Ранетки» — Юрий Аркадьевич Романовский, декан эстрадного факультета Государственного музыкального училища имени Снегиных, бывший парень Екатерины Кожевниковой, муж Калерии Разиной, отец Михаила Кожевникова
33. 2009 — «Вернуть на доследование» (серия «Сервис № 2») — Николай
34. 2009 — «Вольф Мессинг: видевший сквозь время» — Адольф Гитлер
35. 2009 — «Высший пилотаж» — Константин Фёдорович, участник совещания
36. 2009 — «Ермоловы» — олигарх
37. 2009 — «Отблески» (серия № 18 «Бессонница») — Андрей Жилин
38. 2009 — «Петровка, 38. Команда Семёнова» — Ушаков-старший
39. 2010 — «Адвокатессы» (фильм № 8 «Подсудимые сядут наверняка») — Олег Григорьевич Савёлов, судья
40. 2010 — «Наши соседи» — Степан
41. 2010 — «Телохранитель 3» (фильм № 1 «Не своё дело») — эпизод
42. 2010 — «Петля» — Разин, отец Светланы
43. 2010 — «Последний аккорд» — Юрий Аркадьевич Романовский, ректор Государственного музыкального училища имени Снегиных, бывший парень Екатерины Кожевниковой, муж Калерии Разиной, отец Михаила Кожевникова
44. 2010 — «Екатерина 3» (документальный фильм)
45. 2010 — «Дом образцового содержания» — Гурьев, подчинённый Чапайкина
46. 2010 — «Шахта.Взорванная любовь» — Андрей, врач МЧС
47. 2011 — «Дневник доктора Зайцевой» — Олег
48. 2011 — «Дом ветра» — Виктор
49. 2011 — «Мамочки» — ведущий теледебатов
50. 2011 — «Морские дьяволы-5» (серия № 27)— профессор Воробьёв
51. 2011 — «Наши соседи-2» — Степан
52. 2011 — «Товарищи полицейские» — Антон Андреевич Войнов, следователь
53. 2011 — «Хранимые судьбой» — Андрей Степанович Забелин
54. 2011—2012 — «Хозяйка моей судьбы» — Беляев
55. 2012 — «Братаны-3. Продолжение» — Прозоров, хирург
56. 2012 — «Пятницкий. Глава вторая» — Аркадий Борисович Харитонов, полковник, начальник СКМ окружного УВД
57. 2012 — «В ожидании весны» — отец Карины
58. 2013 — «Женщины на грани» (серия № 12 «Принцесса и барон») — Андрей, третий муж Марго
59. 2013 — «Чужие дети» — Фёдор, врач
60. 2014 — «Дорога без конца» — Иван, муж Маргариты
61. 2014 — «Отец Матвей» — Владимир Мочалов, муж Лидии
62. 2014 — «Вдовец» — Владимир Сергеевич Громов, психотерапевт, профессор
63. 2014 — «Лесник 3» (серии № 109-110 «Телохранитель») — Виталий Томилин
64. 2015 — «Развод» — Бобров, адвокат
65. 2015 — «Взгляд из прошлого» — Фёдор Михайлович Зимин, полковник полиции
66. 2015 — «Граница времени» (серия № 11 «Коктейль „Искушение“») — Эльдар Романов
67. 2016 — «Челночницы» — Владимир Семёнович, лётчик, командир экипажа
68. 2016 — «Игра. Реванш» — Клюев, майор-следователь
69. 2017 — «Бумеранг» — Громов
70. 2017 — «Калейдоскоп судьбы» — Алексей Наумов
71. 2017 — «Вторая молодость» — Борис Илюхин, бизнесмен-строитель, муж Ирины Михайловны, отец Юлии и Екатерины
72. 2017 — «Ольга» — Сергей, знакомый врач Алевтины Григорьевны
73. 2018 — «Двойная жизнь» — Каменецкий
74. 2018 — «Пуля Дурова» — Шишигин, фельдшер
75. 2018 — «Декабристка» — Гуляев, защитник
76. 2018 — «Вне игры» — директор футбольной школы «Локомотива»
77. 2017 — «Полицейский с Рублёвки» — Сергей Яковлев, отец Володи и Дениса
78. 2019 — «Секта» — отец «Корейца»
79. 2020 — «Перевод с немецкого» — Борис Копытин
80. 2020 — «Документалист. Охотник за призраками» — Никита Морозов, отец Жени
81. 2021 — «Милиционер с Рублёвки» — Сергей, папа Володи и Дениса Яковлевых
82. 2021 — «Регби» — Павел Сергеевич Рыков
83. 2021 — «Пробуждение» — Леонид, переговорщик
84. 2021 — «Всё как у людей» — прокурор
85. 2023 — «Дурная кровь» — Сидоров
86. 2023 — «Эффект домино» — Виктор Садохин
87. 2024 — «Противостояние» — Пауль Велер

### Озвучивание мультфильмов
- 2000 — Лукоморье. Няня
- 2002 — Из жизни разбойников
- 2003 — Музыкальный магазинчик
- 2004 — Каштанка
- 2007 — Собачья дверца
- 2014 — Роман о лисе

### Компьютерные игры
- 2018 — Кровная вражда: Ведьмак. Истории — Демавенд[6]

## Награды
- 1997 — почётное звание «Заслуженный артист Российской Федерации» — «за заслуги в области искусства»[7].
- 2007 — почётное звание «Народный артист Российской Федерации» — «за большие заслуги в области искусства»[1].